# VT100

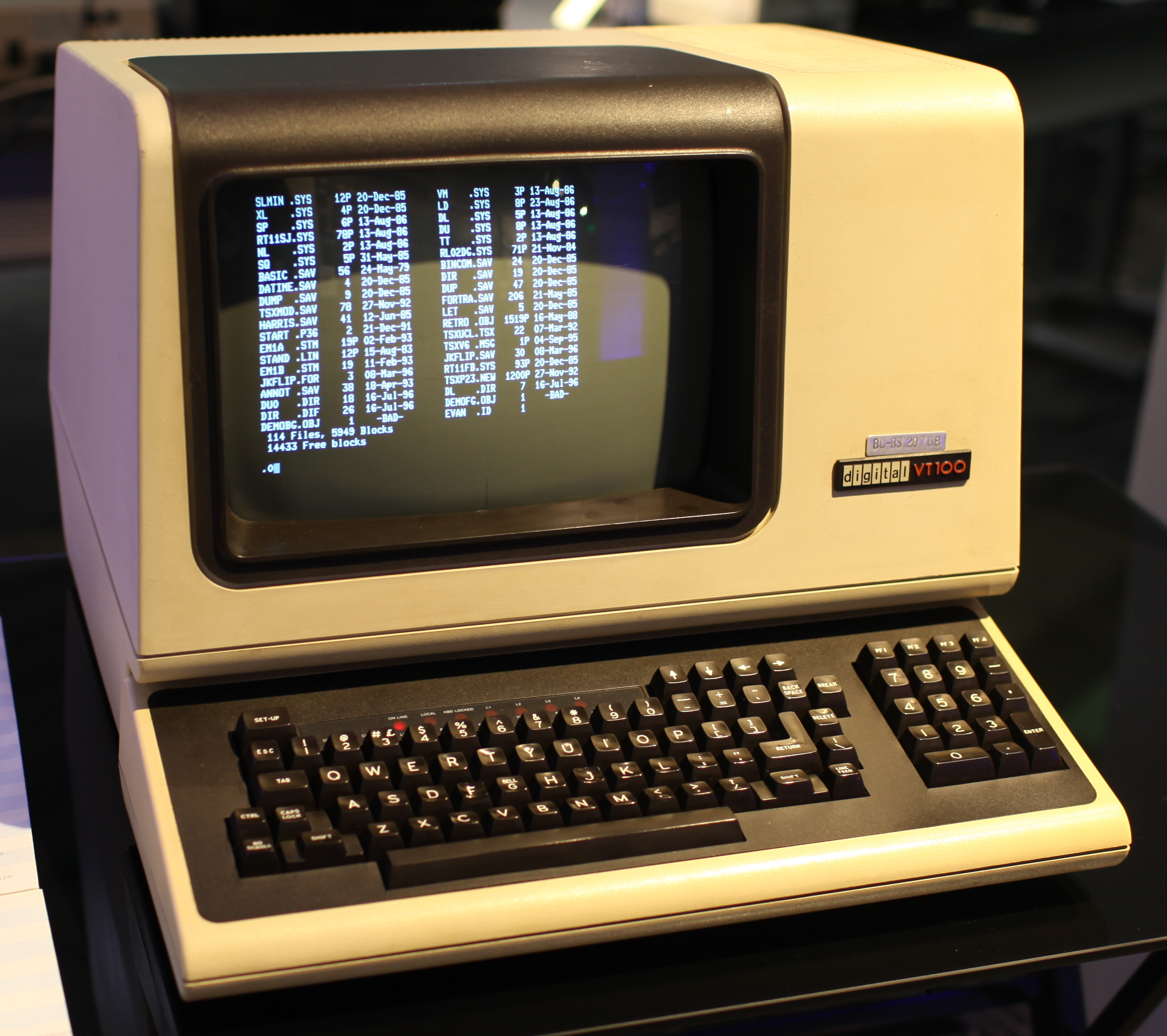
VT100

VT100 is een video terminal oorspronkelijk ontwikkeld door Digital Equipment Corporation (DEC). Het werd de uiteindelijke de facto standaard voor terminalemulators.
VT100 was de opvolger van VT52 en werd geïntroduceerd in augustus 1978. De VT100-behuizing bevatte ruimte voor uitbreidingen. Zo was de VT180 bijvoorbeeld een personal computer op basis van een VT100 waar een Z80-processor, 64K RAM en diskettelezers aan toegevoegd waren.
In 1983 werd VT100 vervangen door de krachtigere VT200-serie terminals zoals de VT220.
In augustus 1995 verkocht DEC de terminal activiteiten aan Boundless Technologies.